# Škoda Works
Škoda Works (tcheco: Škodovy závody; atualmente ŠKODA TRANSPORTATION a.s., e mais uma variedade de outras empresas da República Checa cuja razão social contém o nome Škoda) foi o maior empreendimento industrial da Áustria-Hungria e posteriormente da Checoslováquia, e também um dos maiores conglomerados industriais da Europa no século XX. Seu atual sucessor, a Škoda Holding, é focada na fabricação de veículos de transporte, enquanto outras empresas, não mais ligadas ao conglomerado, continuam a usar a marca Škoda em outros ramos de indústria.